# Братская могила жертв белоинтервентов 1918 года
Братская могила жертв белоинтервентов 1918 года — захоронение убитых в августе-сентябре 1918 года после захвата Казани армией КОМУЧа. Находится на Братском кладбище в Центральном парке культуры и отдыха имени М. Горького.

## История
В ночь с 7 на 8 августа Казань была захвачена армией КОМУЧа под руководством офицеров В. А. Степанова и В. О. Каппеля, после чего в городе развернулся террор, устроенный белыми и чехословаками. Созданная комучевцами контрразведка в первые же недели занялась выявлением врагов, были немедленно схвачены и расстреляны руководители казанских большевиков (Яков Шейкман, Сергей Гассар, Мулланур Вахитов, Мартын Межлаук), которые не успели эвакуироваться. В массовом порядке без суда и следствия было расстреляно несколько тысяч человек — пленные красноармейцы, латышские стрелки, чехи, австрийцы, сербы, евреи, а также рабочие, крестьяне, женщины, ставшие жертвами целого ряда карательных экспедиций.
После освобождения Казани красными в сентябре 1918 года обнаруженных жертв белого террора с почётом похоронили на различных кладбищах Казани, в частности, 22 сентября состоялись похороны около 50 убитых. Тогда же братская могила жертв белогвардейцев и интервентов была устроена в парке «Русская Швейцария», в дальнейшем превратившемся в Центральный парк культуры и отдыха имени М. Горького с Братским кладбищем. Постановлением Совета Министров Татарской АССР № 591 от 30 октября 1959 года могила была взята под государственную охрану как памятник истории и культуры республиканского значения. В 1967 году к 50-летию Октябрьской революции во время реконструкции кладбища данное захоронение было объединено с братской могилой жертв первой русской революции 1905 года.

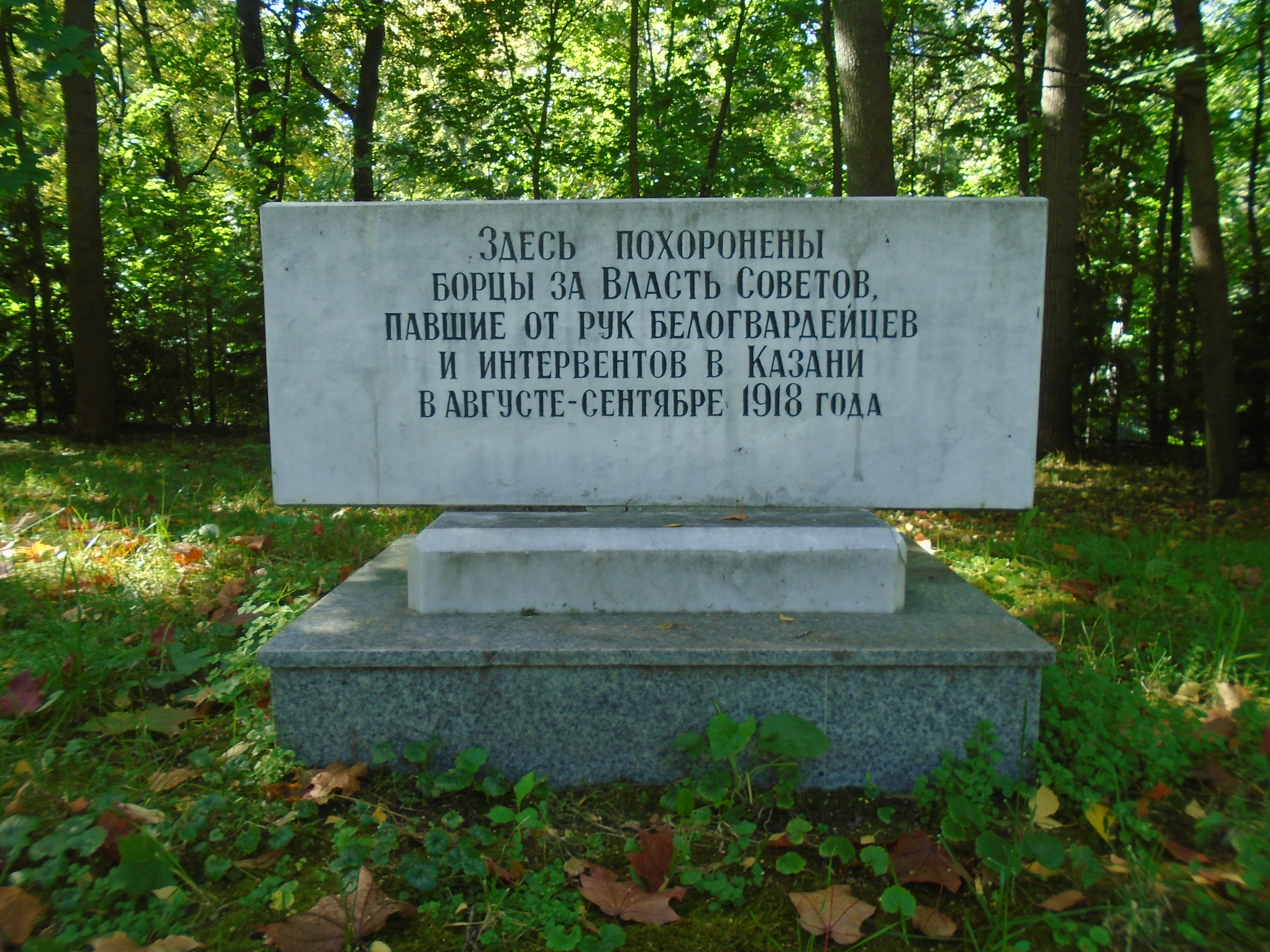
Памятник на могиле, 2022 год

## Описание
Братская могила представляет собой невысокую земляную насыпь, тянущуюся вдоль главной аллеи Братского кладбища с левой его стороны. На могиле  установлена современная горизонтальная плита из мрамора с основанием из серого гранита с надписью:
Здесь похоронены борцы за Власть Советов, павшие от рук белогвардейцев и интервентов в Казани в августе-сентябре 1918 года
Имена похороненных здесь неизвестны, составлением мартиролога павших никто не занимался. По некоторым данным, в братской могиле покоятся останки свыше 250 человек.